# Hollandia fővárosa

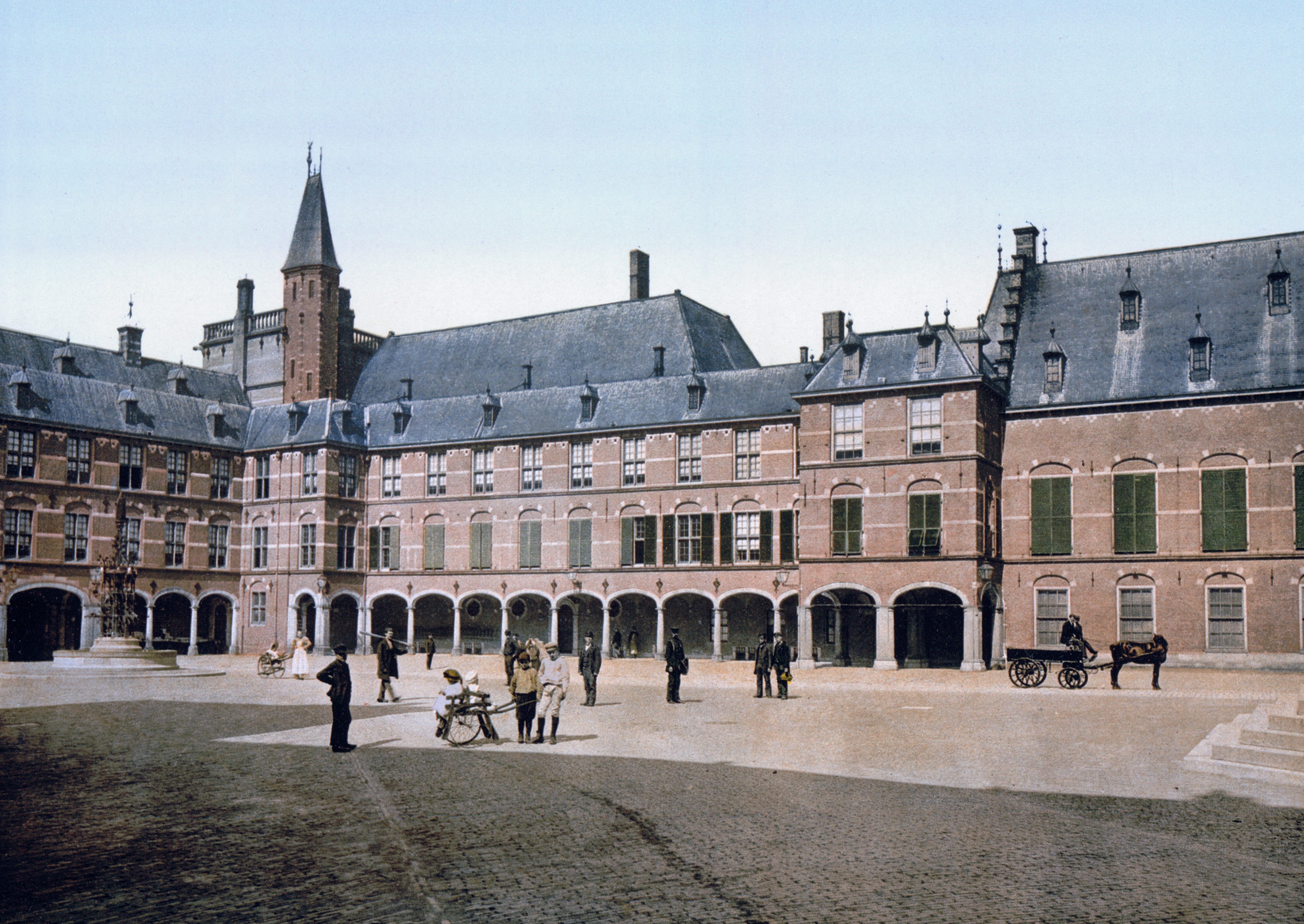
1584 óta Hága az ország tulajdonképpeni fővárosa; a képen a kormányzati negyed, a Binnenhof látható

Hollandia fővárosa Amszterdam, annak ellenére, hogy az országgyűlés és a kormány Hágában ülésezik 1584 óta. Amszterdam a főváros az alkotmány alapján, és a hollandok is annak ismerik el.
Amszterdam csak rövid időre volt a kormány székhelye. 1808-tól 1810-ig, a Holland Királyság alatt, Bonaparte Lajos Amszterdamban lakott, és kikiáltotta a fővárosának. A korábbi városháza lett a királyi palota.
1810-ben Hollandiát annektálta Franciaország, és Lajos királyt felváltotta a francia kormányzó, aki szintén az amszterdami királyi palotában lakott. 1813-ban (a francia birodalom bukásakor, és a régi rendszer visszaállításakor) a kormány és az országgyűlés visszaköltözött Hágába.
Jelenleg két olyan állam van Hollandián kívül, ahol teljesen elválik a főváros a kormány székhelyétől, Benin és Bolívia.

## Alkotmány
Amszterdamra, mint fővárosra először az 1814-es alkotmány utalt. A 30. paragrafus alapján az uralkodót Amszterdam városában, mint fővárosban kell felesketni.
1815-ben azonban ez a megjegyzés eltünt. Az 52. paragrafus Amszterdamot csupán az egyik lehetséges helyszínnek jelölte meg, ahol a királyt fel lehet esketni (az megtörténhet Dél-Németalföld – a mai Belgium -egyik városában is).
Amszterdam státusza tisztázatlan maradt az 1848-as alkotmányban és az 1917-es alkotmányos változtatások után is, egészen az 1983-as teljesen új alkotmányig. 1983-ban az Amszterdam városában kifejezés Amszterdam fővárosra változott. A nyílt célja e változtatásnak az volt, hogy egyértelművé tegye, Amszterdam valójában a főváros.

## Felfogás
Bár jogilag viszonylag új Amszterdam elismerése fővárosként (1983), a város már tulajdonképpen 1814 óta főváros. Részben mert királyi város (ahol nem csak a királyok beiktatása, de a királyi esküvők is történnek (a királyi temetések azonban Delft-ben történnek)), és részben a holland történelemben betöltött szerepénél fogva: a 16. század vége óta a város Hollandia legnagyobb városa lett, a kereskedelem, gazdaság, pénzügy és kultúra központja. Hágát soha nem említik fővárosként; a holland gyerekeknek az iskolában azt tanítják, hogy „Amszterdam az ország fővárosa”.
A mélyebb oka a helyzetnek a tény, hogy az 1795-ös köztársaság előtt Hollandia nem volt egységes állam, hanem az Egyesült Tartományok konföderációja, melynek nem volt hivatalos fővárosa hisz minden tartomány, legalábbis elméletileg, egy független állam volt. Az emberek így hozzászoktak ahhoz, hogy Hágából uralkodjanak felettük, míg nyilvánosan csak mint székhelyet ismerték el.